# Daniil Plotnikow
Daniil Plotnikow (kasachisch Даниел Плотников; * 14. Februar 2001) ist ein kasachischer Leichtathlet, der sich auf das Kugelstoßen spezialisiert hat.

## Sportliche Laufbahn
Erste internationale Erfahrungen sammelte Daniil Plotnikow im Jahr 2023, als er bei den Hallenasienmeisterschaften in Astana mit einer Weite von 14,53 m den sechsten Platz im Kugelstoßen belegte.
2022 wurde Plotnikow kasachischer Hallenmeister im Kugelstoßen.

## Persönliche Bestleistungen
- Kugelstoßen 15,67 m, 27. Juni 2021 in Almaty
  - Kugelstoßen (Halle): 15,35 m, 17. Februar 2022 in Öskemen
- Diskuswurf: 49,03 m, 26. Juni 2021 in Almaty